# Liga Latinoamérica Clausura 2019 (League of Legends)
La Clausura fue el torneo con el que se cerró la Temporada 2019 de la Liga Latinoamérica (LLA) o Liga Movistar Latinoamérica por temas de patrocinio, de League of Legends profesional organizada por Riot Games, siendo la segunda edición del certamen, y el cierre de la primera temporada de LLA después de la restructuración del ecosistema esports hecha por Riot en 2018, la fase regular empezó el día 8 de junio de 2019 y la fase de PlayOffs finalizó el 31 de agosto del mismo año.
La final se llevó a cabo en el Coliseo La Tortuga en Talcahuano, Chile el 31 de agosto de 2019; donde Isurus Gaming se proclamó como segunda vez consecutiva campeón del torneo, después de vencer All Knights 3-0 en la final; convirtiéndose en el primer bicampeón de la LLA.

## Formato

### Fase Regular
La temporada regular tendrá un total de 8 equipos participantes y cada uno de estos jugará 21 partidas por ciclo, en un formato de liga todos contra todos, en cada combate se disputará una partida. Cada equipo enfrentará en tres oportunidades a cada uno de sus oponentes por ciclo, dónde cada ronda contempla un total de 9 semanas de competición.
El ranking de clasificación a la fase siguiente lo determinará la cantidad de puntos conseguidos. El equipo que salga victorioso por un marcador de 1-0 recibirá 1 punto y el equipo que sea derrotado 0-1 obtendrá 0 puntos. Al finalizar esta primera fase, los 6 primeros lugares pasarán a las Eliminatorias.

#### Desempate
En el caso de que dos equipos estén empatados en los puestos (definido como tener la misma cantidad de puntos) al finalizar la temporada regular, entonces se considerarán los siguientes criterios:
1. Puntos logrados en los enfrentamientos directos.
2. Una partida de desempate.

### Fase de PlayOffs
Esta fase consiste en un torneo de eliminación directa dónde los seis mejores equipos de la temporada regular serán ordenados según su clasificación dentro de la llave. Todas las rondas de las eliminatorias se jugarán al mejor de 5 juegos.
Los 2 mejores equipos de la fase regular clasifican directamente a semifinales, mientras que los equipos ubicados del 3° al 6° lugar juega los cuartos de final, en el siguiente orden:
1. 3° vs. 6°
2. 4° vs. 5°

Los ganadores de los cuartos de final se enfrentarán al 1° y 2° en semifinales.

## Equipos participantes
Los siguientes equipos participaron:
| Temporada 2019 | Temporada 2019 | Temporada 2019    | Temporada 2019 | Temporada 2019    |
| Región         | País           | Equipo            | ID             | Procedencia       |
| -------------- | -------------- | ----------------- | -------------- | ----------------- |
| LAS            | Argentina      | Isurus Gaming     | ISG            | 2° de la CLS 2018 |
| LAS            | Argentina      | Furious Gaming    | FG             | 3° de la CLS 2018 |
| LAS            | Chile          | All Knights       | AK             | Invitado          |
| LAS            | Chile          | Kaos Latin Gamers | KLG            | 1° de la CLS 2018 |
| LAN            | Costa Rica     | INFINITY          | INF            | 2° de la LLN 2018 |
| LAN            | México         | Rainbow7          | R7             | 1° de la LLN 2018 |
| LAN            | México         | Pixel Esports     | PIX            | 3° de la LLN 2018 |
| LAN            | México         | XTEN Esports      | XTN            | Invitado          |

## Fase Regular

### Tabla de posiciones
| Ps. | Equipo            | PJ | PG | PP | Pts. | WR. | Nota:            |
| --- | ----------------- | -- | -- | -- | ---- | --- | ---------------- |
| 1.  | Isurus (C)        | 21 | 17 | 4  | 17   | 81% | Semifinales      |
| 2.  | All Knights       | 21 | 14 | 7  | 14   | 67% | Semifinales      |
| 3.  | Furious Gaming    | 21 | 12 | 9  | 12   | 57% | Cuartos de Final |
| 4.  | INFINITY          | 21 | 10 | 11 | 10   | 48% | Cuartos de Final |
| 5.  | Rainbow7          | 21 | 9  | 12 | 9    | 43% | Cuartos de Final |
| 6.  | XTEN Esports      | 21 | 8  | 13 | 8    | 38% | Cuartos de Final |
| 7.  | Kaos Latin (3)    | 21 | 7  | 14 | 7    | 33% |                  |
| 8.  | Pixel Esports (4) | 21 | 7  | 14 | 7    | 33% |                  |

### Resultados
| Isurus         | 1 - 0 | Rainbow7       | 8 de junio |
| Furious Gaming | 0 - 1 | XTEN Esports   | 8 de junio |
| All Knights    | 0 - 1 | Pixel Esports  | 8 de junio |
| Kaos Latin     | 0 - 1 | Isurus         | 8 de junio |
| All Knights    | 0 - 1 | XTEN Sports    | 8 de junio |
| Kaos Latin     | 0 - 1 | INFINITY       | 8 de junio |
| Rainbow7       | 0 - 1 | All Knights    | 9 de junio |
| Pixel Esports  | 1 - 0 | Kaos Latin     | 9 de junio |
| Furious Gaming | 1 - 0 | Rainbow7       | 9 de junio |
| INFINITY       | 1 - 0 | Pixel Esports  | 9 de junio |
| Isurus         | 1 - 0 | Furious Gaming | 9 de junio |
| XTEN Esports   | 0 - 1 | INFINITY       | 9 de junio |

| Pixel Esports  | 0 - 1 | Isurus         | 15 de junio |
| All Knights    | 1 - 0 | Furious Gaming | 15 de junio |
| XTEN Esports   | 0 - 1 | Kaos Latin     | 15 de junio |
| INFINITY       | 0 - 1 | Rainbow7       | 15 de junio |
| Pixel Esports  | 0 - 1 | XTEN Esports   | 16 de junio |
| Furious Gaming | 0 - 1 | INFINITY       | 16 de junio |
| Kaos Latin     | 0 - 1 | Rainbow7       | 16 de junio |
| Isurus         | 1 - 0 | All Knights    | 16 de junio |

| Rainbow7      | 1 - 0 | Pixel Esports  | 22 de junio |
| XTEN Esports  | 0 - 1 | Isurus         | 22 de junio |
| Kaos Latin    | 0 - 1 | Furious Gaming | 22 de junio |
| INFINITY      | 0 - 1 | All Knights    | 22 de junio |
| Rainbow7      | 1 - 0 | XTEN Esports   | 23 de junio |
| All Knights   | 1 - 0 | Kaos Latin     | 23 de junio |
| Pixel Esports | 1 - 0 | Furious Gaming | 23 de junio |
| Isurus        | 1 - 0 | INFINITY       | 23 de junio |

| Rainbow7       | 0 - 1 | Isurus         | 29 de junio |
| XTEN Esports   | 0 - 1 | Furious Gaming | 29 de junio |
| Pixel Esports  | 0 - 1 | All Knights    | 29 de junio |
| Isurus         | 1 - 0 | Kaos Latin     | 29 de junio |
| XTEN Esports   | 0 - 1 | All Knights    | 29 de junio |
| INFINITY       | 0 - 1 | Kaos Latin     | 29 de junio |
| All Knights    | 1 - 0 | Rainbow7       | 30 de junio |
| Kaos Latin     | 1 - 0 | Pixel Esports  | 30 de junio |
| Rainbow7       | 0 - 1 | Furious Gaming | 30 de junio |
| Pixel Esports  | 0 - 1 | INFINITY       | 30 de junio |
| Furious Gaming | 0 - 1 | Isurus         | 30 de junio |
| INFINITY       | 0 - 1 | XTEN Esports   | 30 de junio |

| Isurus         | 1 - 0 | Pixel Esports  | 6 de julio |
| Kaos Latin     | 0 - 1 | XTEN Esports   | 6 de julio |
| Furious Gaming | 1 - 0 | All Knights    | 6 de julio |
| Rainbow7       | 0 - 1 | INFINITY       | 6 de julio |
| XTEN Esports   | 0 - 1 | Pixel Esports  | 7 de julio |
| Rainbow7       | 1 - 0 | Kaos Latin     | 7 de julio |
| INFINITY       | 0 - 1 | Furious Gaming | 7 de julio |
| All Knights    | 1 - 0 | Isurus         | 7 de julio |

| All Knights    | 1 - 0 | INFINITY      | 13 de julio |
| Pixel Esports  | 0 - 1 | Rainbow7      | 13 de julio |
| Furious Gaming | 1 - 0 | Kaos Latin    | 13 de julio |
| Isurus         | 1 - 0 | XTEN Esports  | 13 de julio |
| XTEN Esports   | 0 - 1 | Rainbow7      | 14 de julio |
| Kaos Latin     | 0 - 1 | All Knights   | 14 de julio |
| Furious Gaming | 1 - 0 | Pixel Esports | 14 de julio |
| INFINITY       | 0 - 1 | Isurus        | 14 de julio |

| Isurus         | 0 - 1 | Rainbow7       | 20 de julio |
| Furious Gaming | 1 - 0 | XTEN Esports   | 20 de julio |
| All Knights    | 1 - 0 | Pixel Esports  | 20 de julio |
| Isurus         | 1 - 0 | Kaos Latin     | 20 de julio |
| All Knights    | 1 - 0 | XTEN Esports   | 20 de julio |
| INFINITY       | 0 - 1 | Kaos Latin     | 20 de julio |
| All Knights    | 0 - 1 | Rainbow7       | 21 de julio |
| Kaos Latin     | 1 - 0 | Pixel Esports  | 21 de julio |
| Furious Gaming | 1 - 0 | Rainbow7       | 21 de julio |
| INFINITY       | 1 - 0 | Pixel Esports  | 21 de julio |
| Isurus         | 1 - 0 | Furious Gaming | 21 de julio |
| INFINITY       | 1 - 0 | XTEN Esports   | 21 de julio |

| INFINITY       | 1 - 0 | Rainbow7       | 27 de julio |
| Isurus         | 0 - 1 | Pixel Esports  | 27 de julio |
| XTEN Esports   | 1 - 0 | Kaos Latin     | 27 de julio |
| All Knights    | 1 - 0 | Furious Gaming | 27 de julio |
| Furious Gaming | 1 - 0 | INFINITY       | 28 de julio |
| Rainbow7       | 0 - 1 | Kaos Latin     | 28 de julio |
| XTEN Esports   | 1 - 0 | Pixel Esports  | 28 de julio |
| All Knights    | 0 - 1 | Isurus         | 28 de julio |

| Isurus         | 1 - 0 | XTEN Esports  | 3 de agosto |
| Furious Gaming | 1 - 0 | Kaos Latin    | 3 de agosto |
| Rainbow7       | 0 - 1 | Pixel Esports | 3 de agosto |
| All Knights    | 1 - 0 | INFINITY      | 3 de agosto |
| Furious Gaming | 0 - 1 | Pixel Esports | 4 de agosto |
| Rainbow7       | 0 - 1 | XTEN Esports  | 4 de agosto |
| All Knights    | 0 - 1 | Kaos Latin    | 4 de agosto |
| Isurus         | 0 - 1 | INFINITY      | 4 de agosto |

## PlayOffs

### Cuadro de Desarrollo
|  | Cuartos de final | Cuartos de final | Cuartos de final |              |   | Semifinales | Semifinales | Semifinales |  |   | Final  | Final | Final |  |
|  |                  |                  |                  |              |   |             |             |             |  |   |        |       |       |  |
|  |                  |                  |                  |              |   |             |             |             |  |   |        |       |       |  |
|  |                  |                  |                  |              |   |             |             |             |  |   |        |       |       |  |
|  |                  |                  |                  |              |   |             |             |             |  |   |        |       |       |  |
|  |                  |                  |                  |              |   |             |             |             |  |   |        |       |       |  |
|  |                  | 1                | Isurus           | 3            |   |             |             |             |  |   |        |       |       |  |
|  |                  |                  |                  | 3            |   |             |             |             |  |   |        |       |       |  |
|  |                  |                  | 6                | XTEN Esports | 1 |             |             |             |  |   |        |       |       |  |
|  | 3                | Furious Gaming   | 6                | XTEN Esports | 1 | 2           |             |             |  |   |        |       |       |  |
|  | 3                | Furious Gaming   |                  |              |   |             |             |             |  |   |        |       |       |  |
|  | 6                | XTEN Esports     | 3                |              |   |             |             |             |  |   |        |       |       |  |
|  | 6                | XTEN Esports     | 3                |              |   |             |             |             |  | 1 | Isurus | 3     |       |  |
|  |                  |                  |                  |              |   |             |             |             |  | 1 | Isurus | 3     |       |  |
|  |                  |                  | 2                | All Knights  | 0 |             |             |             |  |   |        |       |       |  |
|  |                  |                  | 2                | All Knights  | 0 |             |             |             |  |   |        |       |       |  |
|  |                  |                  |                  |              |   |             |             |             |  |   |        |       |       |  |
|  |                  |                  |                  |              |   |             |             |             |  |   |        |       |       |  |
|  |                  | 2                | All Knights      | 2            |   |             |             |             |  |   |        |       |       |  |
|  |                  |                  |                  | 2            |   |             |             |             |  |   |        |       |       |  |
|  |                  |                  | 4                | INFINITY     | 3 |             |             |             |  |   |        |       |       |  |
|  | 4                | INFINITY         | 4                | INFINITY     | 3 | 3           |             |             |  |   |        |       |       |  |
|  | 4                | INFINITY         |                  |              |   |             |             |             |  |   |        |       |       |  |
|  | 5                | Rainbow7         | 0                |              |   |             |             |             |  |   |        |       |       |  |
|  | 5                | Rainbow7         | 0                |              |   |             |             |             |  |   |        |       |       |  |
|  |                  |                  |                  |              |   |             |             |             |  |   |        |       |       |  |

### Cuartos de final
| Furious Gaming | 1 - 0 | XTEN Esports   | 10 de agosto |
| XTEN Esports   | 1 - 0 | Furious Gaming | 10 de agosto |
| Furious Gaming | 1 - 0 | XTEN Esports   | 10 de agosto |
| XTEN Esports   | 1 - 0 | Furious Gaming | 10 de agosto |
| Furious Gaming | 0 - 1 | XTEN Esports   | 10 de agosto |

| INFINITY | 1 - 0 | Rainbow7 | 11 de agosto |
| INFINITY | 1 - 0 | Rainbow7 | 11 de agosto |
| INFINITY | 1 - 0 | Rainbow7 | 11 de agosto |

### Semifinales
| All Knights | 1 - 0 | INFINITY    | 17 de agosto |
| INFINITY    | 1 - 0 | All Knights | 17 de agosto |
| All Knights | 1 - 0 | INFINITY    | 17 de agosto |
| INFINITY    | 0 - 1 | All Knights | 17 de agosto |

| Isurus       | 1 - 0 | XTEN Esports | 18 de agosto |
| Isurus       | 1 - 0 | XTEN Esports | 18 de agosto |
| Isurus       | 0 - 1 | XTEN Esports | 18 de agosto |
| XTEN Esports | 0 - 1 | Isurus       | 18 de agosto |

### Final
| Isurus      | 1 - 0 | All Knights | 31 de agosto |
| All Knights | 0 - 1 | Isurus      | 31 de agosto |
| Isurus      | 1 - 0 | All Knights | 31 de agosto |

|                           |
| Bandera de Argentina      |
| Campeón Isurus 2.º título |

## Ranking Temporada 2019
Según la posición en la que finalizaron cada uno de los equipos en los torneos Apertura y Clausura, se les da una cierta cantidad de puntos para así sumarlos y obtener su posición en el Ranking de la Temporada.
| Ps. | Equipo         | AP  | CL  | Pts. | Nota:          |
| --- | -------------- | --- | --- | ---- | -------------- |
| 1.  | Isurus         | 450 | 540 | 990  | Worlds 2019    |
| 2.  | All Knights    | 250 | 420 | 670  |                |
| 3.  | INFINITY       | 200 | 300 | 500  |                |
| 4.  | Rainbow7       | 350 | 60  | 410  |                |
| 5.  | XTEN Esports   | 100 | 120 | 220  |                |
| 6.  | Furious Gaming | 25  | 120 | 145  |                |
| 7.  | Pixel Esports  | 100 | 0   | 100  | Promoción 2020 |
| 8.  | Kaos Latin     | 0   | 30  | 30   | Promoción 2020 |

- Datos: Q132135200